# 利樹之丞
利樹之丞（りきのじょう、1973年（昭和48年）11月2日 - ）は、大相撲の幕内呼出である。本名は土田 利樹（つちだ りき）。山形県酒田市出身。高砂部屋所属。血液型はAB型。
「利樹之丞」の名前の「之丞」の文字は、多賀之丞からもらったものである。
張りのある高音の美声で知られる人気の高い呼出である。
2021年8月22日、新型コロナウイルスに感染したことが発表された。
2022年7月場所11日目、新型コロナウイルスにより休場力士が多くなった影響で、呼び上げる予定の2番がいずれも不戦勝となったため、この日は呼び上げの出番がなくなった。

## 履歴
- 1989年5月場所 - 初土俵：利樹。
- 1994年7月場所 - 呼出の番付制導入により、序二段呼出となる。
- 1995年1月場所 - 三段目呼出に昇進。
- 1999年1月場所 - 幕下呼出に昇進。
- 2002年5月場所 - 十両呼出に昇進。
- 2005年1月場所 - 利樹之丞に改名。
- 2020年1月場所 - 幕内呼出に昇進。